# Psettina tosana
Psettina tosana es una especie de pez de la familia Bothidae en el orden de los Pleuronectiformes.

## Hábitat
Es un pez de mar.

## Distribución geográfica
Se encuentra desde las  costas de Japón hasta las de Taiwán.